# Superfosfát

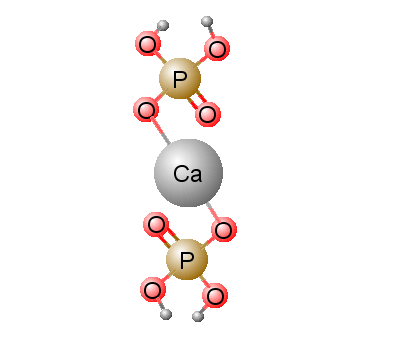
molekula superfosfátu

Superfosfát je minerální hnojivo – ze skupiny fosforečných hnojiv s různým obsahem fosforu, rozpustné ve vodě. Vyrábí se rozkladem apatitu nebo fosforitu kyselinou sírovou. Rozpustnost ve vodě umožňuje lepší přístupnost pro rostliny. Zároveň se superfosfáty díky vysokému obsahu síry používají částečně k hnojení sírou. Hnojí se na půdní úrodnost zejména půdy neutrální a to před podmítkou či orbou, dále pro rostliny v předseťové přípravě. Častá je též kombinace superfosfátů se statkovými hnojivy (např. sláma, hnůj, zelené hnojení). V minulosti se v Československu též přidávaly superfosfáty do kompostů. Bylo to jednak z důvodu neexistence ekologicky šetrného úložiště a dále z důvodu přeměny fosforu anaerobní digescí na rostlinám přístupnější formy. Většinou se nedoporučuje používat superfosfáty tam, kde je půdní reakce menší než pH 5,5.
Obecně jsou fosforečná hnojiva jedněmi z nejstarších průmyslových hnojiv ve výživě rostlin. U většiny rostlin se hnojí různými poměry NPK, případně NPKS – u rostlin, kde byly dělány mnohé výživářské pokusy, pak nastupují jednosložková hnojiva typu superfosfátů.
Fosfor rostliny zabudovávají do adenosinfosfátu (ATP, ADP, AMP) – přenašečů energie, které jsou stavebními jednotkami nukleových kyselin a kofaktorů. V ČR jsou většinou půdy s vysokým obsahem fosforu, proto se příznaky nedostatku této živiny neobjevují často. Při déle trvajícím nedostatku jsou rostliny zakrslé s antokyanovým zbarvením, květy mohou být menší. Nadbytek fosforu se naopak projevuje tím, že rostlina není schopna přijímat některé kovy v podobě živin. Často se také hnojí půda na půdní úrodnost, protože se fosforečnatá hnojiva dobře v půdě vážou.
Nadměrným a nesprávným používáním nejen superfosfátů, ale i dalších hnojiv, může docházet ke splachu do povrchových vod a ke smyvu do vod podzemních. Znečistění pak způsobuje na vodních tocích se stojatou vodou nárůst sinic a řas, tzv. kvetení.

## Rovnice výroby
Ca3(PO4)2 + 2H2SO4 → Ca(H2PO4)2 + 2CaSO4

## Druhy superfosfátu
Superfosfáty se rozlišují podle obsahu fosforu:
- jednoduchý superfosfát – obsah P = 7,5–8,5 %,
- dvojitý superfosfát – obsah P = 12–15 %,
- trojitý superfosfát – obsah P = 21 %.